# Josef Barco
Josef Barco lovag (Bécs, 1798. augusztus 1. – Baden bei Wien, 1861. szeptember 26.) osztrák altábornagy.

## Életpályája
1813. augusztus 1-jén, 16 évesen lépett be hadnagyi rangban a császári hadsereg 8. huszárezredébe. Ezredében 1815. október 7-én léptették elő főhadnaggyá, 1827. március 1-jén másod-, 1831. január 1-jén első osztályú lovassági századossá. 1838. február 2-án lett őrnagy, 1842. január 24-én alezredes, majd 1844. augusztus 16-án ezredes, és az ezred parancsnoka, 1848. december 1-jei hatállyal áthelyezték a vezérkar állományába, s egyben vezérőrnaggyá léptették elő.
Barco 1849 tavaszán több sikeres rajtaütést hajtott végre a galíciai határon állomásozó magyar csapatok ellen; ezek közül különösen március 22-én Toronyánál végrehajtott akció okozott komoly veszteségeket. 1849 áprilisában a galíciai császári főhadparancsnokság által Windisch-Grätz csapatainak megerősítésére küldött, Anton Vogel altábornagy vezette hadtestbe osztották be dandárparancsnokként. A dandár három sorgyalogzászlóaljból, két század könnyűlovasból és egy hat fontos ütegből állt. A hadtest feladata az lett volna, hogy a Duklai-hágón benyomulva, Eperjesen és Kassán át Miskolc felé vonuljon; Windisch-Grätz azonban megváltoztatta menetvonalát, s Rimaszombat felé utasította.
Barco dandárja a Vereckei-hágón át nyomult be Munkács felé, azonban április 22-én a város előtt, Őrhegyaljánál (ma Podhering néven Munkács város része) vereséget szenvedett Martiny Frigyes honvéd őrnagy csapataitól, s kénytelen volt visszatérni Galíciába, s hadtest többi dandárjaitól lemaradva, május elején csatlakozott csak Vogelnek a főhadsereghez bevonuló hadtestéhez. Ennek eloszlatása után Barco dandárparancsnoki beosztásban a Csorich altábornagy vezette II. hadtest állományába került.
Komolyabb harci cselekményben 1849. augusztus elejéig nem vett részt, csapataival július második felétől a Herkálypusztától az Ácsi erdő mentén a Dunáig húzódó vonalat szállta meg, s kisebb különítményeket tolt előre Csémpusztára, Mocsára és Almásra. Augusztus 3-án Klapka komáromi kitörésénél az ő dandárját érte a legsúlyosabb csapás. Az ütközet után a lovadi hídon át Csallóközbe vonult vissza, s csak augusztus 20-án szállta meg ismét a Duna jobb parti, Komárommal szembeni állásokat. Az erőd zárolása idején komolyabb szerep már nem jutott neki. A szabadságharc leverése után a toronyai akcióért, valamint dandárjának 1849 áprilisi „megmentéséért” megkapta a Katonai Mária Terézia-rend lovagkeresztjét.
1850. november 27-én altábornaggyá léptették elő. 1857. január 30-án megkapta a 3. huszárezred másodezred tulajdonosságát, s ez év március 27-én egyben az első íjásztestőrség főhadnagyává nevezték ki. 1861. szeptember 26-án a Bécs melletti Badenben halt meg.